# Equipos ciclistas españoles en 2013
Equipos ciclistas españoles en 2013, se refiere a la relación de equipos ciclistas profesionales españoles de la modalidad de ciclismo en ruta en la temporada 2013.
Respecto a la temporada anterior nació el equipo Euskaltel Euskadi encuadrado en la categoría UCI ProTour tomando el relevo de su antecesor, el Euskaltel-Euskadi. Por el contrario, desapareció el equipo Andalucía. Además, el Orbea Continental pasó a denominarse Euskadi y el Caja Rural cambió en marzo su nombre por el de Caja Rural-Seguros RGA.

## Equipos

### Equipos UCI ProTeam
- Euskaltel Euskadi
- Movistar Team

### Equipos Profesionales Continentales
- Caja Rural-Seguros RGA

### Equipos Continentales
- Burgos BH-Castilla y León
- Euskadi

## Clasificaciones UCI

### UCI WorldTour
| Posición | Equipo            |
| 1.º      | Movistar Team     |
| 15.º     | Euskaltel-Euskadi |

### Circuitos Continentales UCI

#### UCI Asia Tour
| Posición | Equipo                    |
| 31.º     | Burgos BH-Castilla y León |
| 33.º     | Euskadi                   |

#### UCI Europe Tour
| Posición | Equipo                    |
| 15.º     | Caja Rural-Seguros RGA    |
| 52.º     | Euskadi                   |
| 101.º    | Burgos BH-Castilla y León |